# Halve marathon van Egmond 2011
De halve marathon van Egmond 2011 vond plaats op zondag 9 januari 2011. Het was de 39e editie van de halve marathon van Egmond. De wedstrijd had dit jaar in totaal 16.990 inschrijvingen. De wedstrijd bij de mannen werd gewonnen door de Ethiopiër Ayele Abshero in 1:02.23. Bij de dames was zijn landgenote Abebech Afework het sterkste.
Naast de halve marathon kende het evenement ook een kwart marathon, die werd gelopen over een afstand van 10,5 km.

## Uitslagen

### Mannen
| pos. | atleet               | land      | tijd    |
| ---- | -------------------- | --------- | ------- |
| 1    | Ayele Abshero        | Ethiopië  | 1:02.23 |
| 2    | Wilfred Kirwa        | Kenia     | 1:02.53 |
| 3    | Abebe Dinkesa        | Ethiopië  | 1:03.10 |
| 4    | Fabiano Joseph       | Tanzania  | 1:03.16 |
| 5    | Michael Mutai        | Ethiopië  | 1:03.19 |
| 6    | Abdelhadi El Hachimi | Marokko   | 1:04.03 |
| 7    | Gilbert Yegon        | Kenia     | 1:04.22 |
| 8    | Koen Raymaekers      | Nederland | 1:04.25 |
| 9    | Khalid Choukoud      | Nederland | 1:04.27 |
| 10   | Patrick Stitzinger   | Nederland | 1:05.18 |

### Vrouwen
| pos. | atlete               | land      | tijd    |
| ---- | -------------------- | --------- | ------- |
| 1    | Abebech Afework      | Ethiopië  | 1:12.53 |
| 2    | Workitu Ayanu        | Ethiopië  | 1:12.56 |
| 3    | Flomena Chepchirchir | Kenia     | 1:13.10 |
| 4    | Melkam Gisaw         | Ethiopië  | 1:13.48 |
| 5    | Hilda Kibet          | Nederland | 1:14.24 |
| 6    | Gladys Jebet         | Kenia     | 1:16.05 |
| 7    | Heleen Plaatzer      | Nederland | 1:16.36 |
| 8    | Andrea Deelstra      | Nederland | 1:16.49 |
| 9    | Inge de Jong         | Nederland | 1:17.30 |
| 10   | Miranda Boonstra     | Nederland | 1:17.50 |

1973 ·
1974 ·
1975 ·
1976 ·
1977 ·
1978 ·
1979 ·
1980 ·
1981 ·
1982 ·
1983 ·
1984 ·
1985 ·
1986 ·
1987 ·
1988 ·
1989 ·
1990 ·
1991 ·
1992 ·
1993 ·
1994 ·
1995 ·
1996 ·
1997 ·
1998 ·
1999 ·
2000 ·
2001 ·
2002 ·
2003 ·
2004 ·
2005 ·
2006 ·
2007 ·
2008 ·
2009 ·
2010 ·
2011 ·
2012 ·
2013 ·
2014 ·
2015 ·
2016 ·
2017 ·
2018 ·
2019 ·
2020 ·
2021 ·
2022 ·
2023 ·
2024 ·
2025